# الرود، کمون دانمارک
الرود (به دانمارکی: Allerød Municipality) یک سکونتگاه مسکونی در دانمارک است که در استان هوودستادن واقع شده‌است.

## خصوصیات
الرود ۶۷٫۴۴ کیلومترمربع مساحت و ۲۴٬۰۷۳ نفر جمعیت دارد.